# Hatta (India)
Hatta (en hindi:  ) es una localidad de la India, en el distrito de Damoh, estado de Madhya Pradesh.

## Geografía
Se encuentra a una altitud de 289 m s. n. m. a 299 km de la capital estatal, Bhopal, en la zona horaria UTC +5:30.

## Demografía
Según estimación 2010 contaba con una población de 33 773 habitantes.